# La chiave di vetro (film)
La chiave di vetro (The Glass Key) è un film noir del 1942, diretto da Stuart Heisler. La pellicola è il secondo adattamento cinematografico dell'omonimo romanzo di Dashiell Hammett.

## Trama
Per amore della giovane Janet Henry, il potente e corrotto Paul Madvig è disposto a tutto: pur di compiacerla, per prima cosa decide di sostenere il padre della ragazza, il suo rivale Ralph Henry, alle elezioni per la carica di governatore, e poi annuncia persino di voler troncare ogni rapporto che aveva con la malavita, a partire dal gangster Nick Vanda; ma quest'ultima decisione non porterà altro che guai.
Il giorno in cui il figlio di Henry, lo scapestrato Taylor, viene trovato morto, Madvig si trova ad essere il principale sospettato dell'omicidio: il movente è che Madvig non sopportava la relazione tra il defunto e sua sorella Opal Madvig. Ma Ed Beaumont, braccio destro di Paul e suo migliore amico, è convinto della sua innocenza ed inizia ad indagare.

## Critica
- Ricalca fedelmente il romanzo (...) notevoli le scene tra A. Ladd e W. Bendix, cariche di latente omosessualità. Commento del dizionario Morandini che assegna al film tre stelle su cinque di giudizio.[1]
- Solo Hammett poteva descrivere senza mezzi termini il mondo in putrefazione del potere. (..) Qui, senza perdere il gusto della narrazione, diventa specchio della società esplorata da Hammett. Commento del dizionario Farinotti che assegna al film quattro stelle su cinque di giudizio[2]
- Rotten Tomatoes assegna al film un punteggio di 6.9/10.[3]

## Citazioni e riferimenti ad altre pellicole
La pellicola è il remake di The Glass Key del 1935; il racconto da cui sono stati tratti i due film ha ispirato Akira Kurosawa per la realizzazione nel 1961 de La sfida del samurai.